# Autoroute A 6
Die Autoroute A 6, auch als Autoroute du Soleil (‚Sonnen-Autobahn‘) bezeichnet, ist eine französische Autobahn, welche Paris mit Lyon durch das Tal der Saône verbindet. Sie hat eine Länge von 447 km. Die Fortsetzung ab Lyon in Richtung Süden nach Marseille erfolgt durch die A 7. Die A 6 ist Teil der Europastraßen E 15, E 21 und E 60. Für den Betrieb der Strecke ist die Gesellschaft Autoroutes Paris-Rhin-Rhône zuständig.

## Geschichte

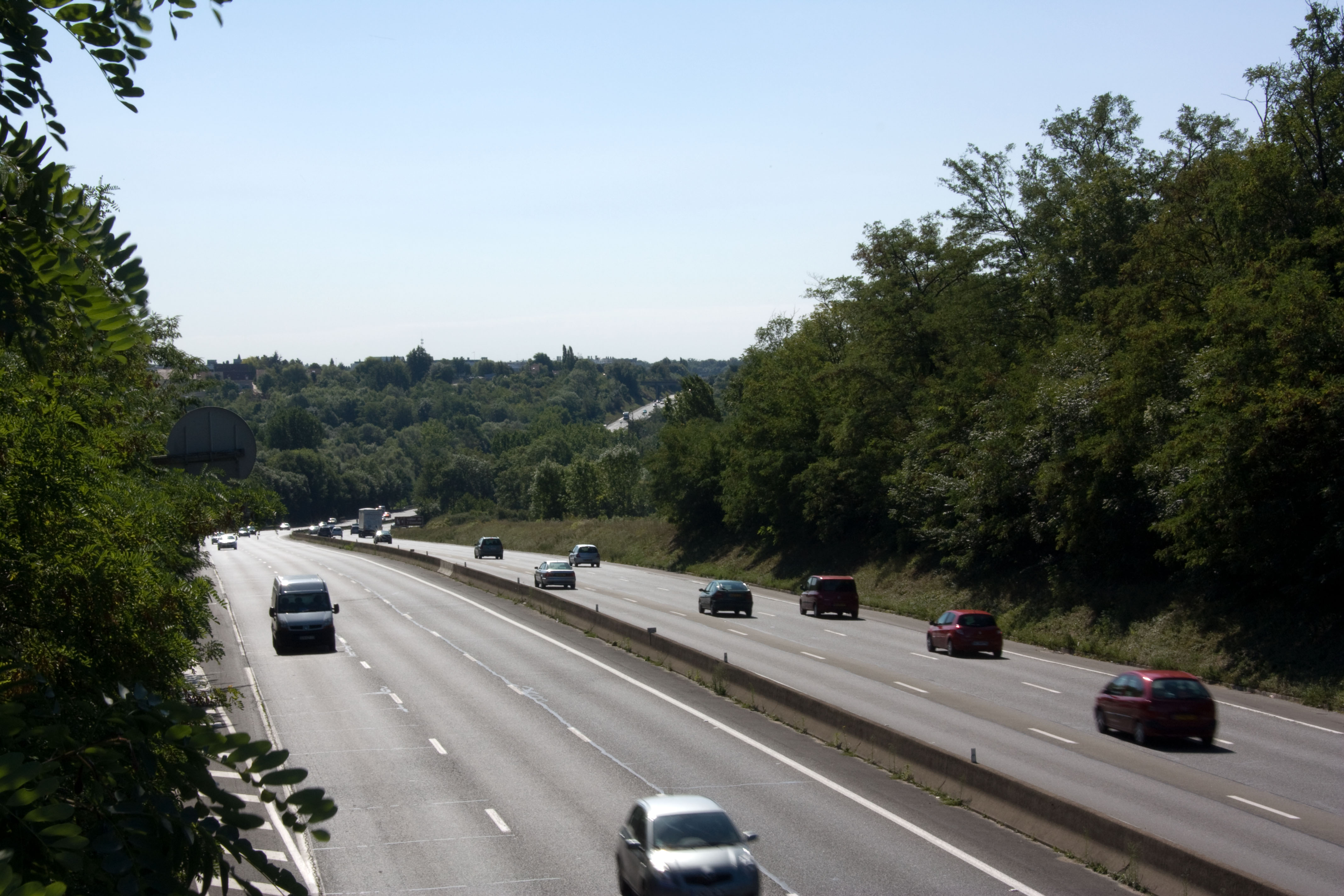
Die Autobahn bei Villabé

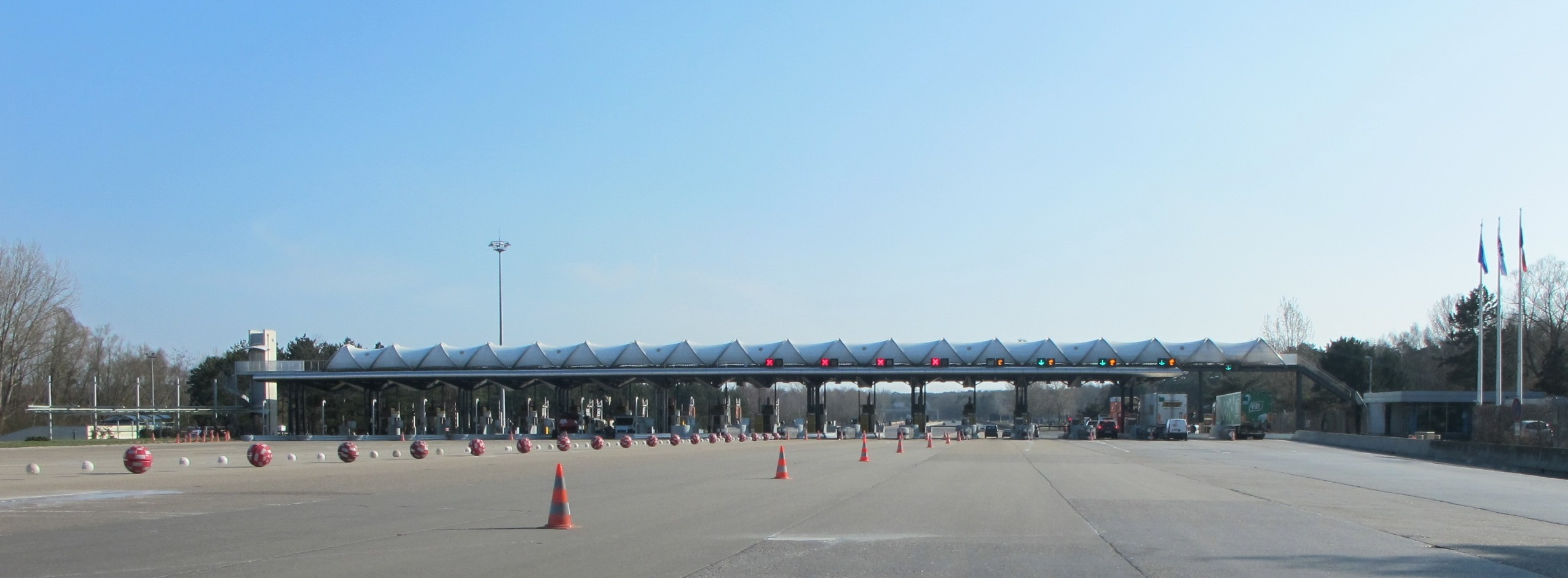
Mautstelle bei Fleury-en-Bière

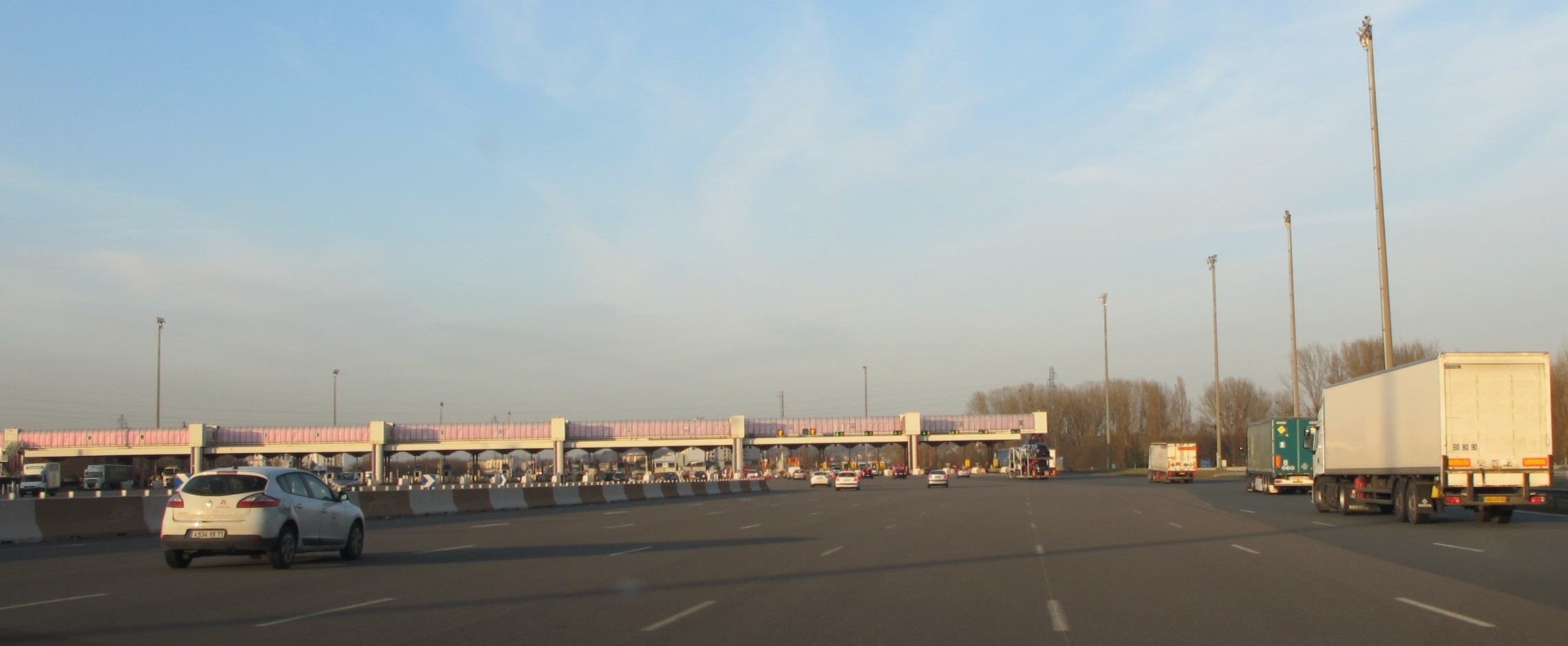
Mautstelle bei Villefranche-Limas

Die Autoroute A 6 wurde in den Jahren 1953 bis 1971 erbaut. Im Jahre 1953 war der Baubeginn des ersten, 34 km langen Abschnittes zwischen Paris und Le Coudray-Montceaux, der sieben Jahre später, 1960, eröffnet wurde. Im Jahre 1961 wurde die SAPL (Abk. für Société de l'Autoroute Paris-Lyon; dt. Gesellschaft der Autobahn Paris-Lyon) gegründet. Die Bauarbeiten auf dem 25 km langen Abschnitt zwischen Auxerre-Sud und Nitry starteten im Sommer 1961 und dauerten bis zur Eröffnung des Abschnittes 1963 an. Die Benutzung der Autobahn war zunächst kostenlos.
Im Jahre 1964 wurde das Teilstück von Nitry bis Avallon dem Verkehr übergeben. Zusätzlich wurde die Maut auf dem Abschnitt zwischen Auxerre und Avallon für alle Kraftfahrzeuge eingeführt. Der Rest der Strecke zwischen Fleury-en-Bière und Limas wurde auch mautpflichtig. Ein kostenloser Abschnitt wurde zwischen Le Coudray-Montceaux und Ury eröffnet.
Im Jahre 1965 wurden die Abschnitte zwischen den Anschlussstellen Auxerre-Nord und Auxerre-Sud sowie zwischen Ury und Nemours eröffnet. In den folgenden Jahren wurden weitere Abschnitte von Arnas-Nord bis Arnas-Sud (zwölf Kilometer) und von Nemours bis Auxerre-Nord fertiggestellt. Ab 1967 verband die Autobahn Paris mit Avallon auf 210 km ohne Unterbrechung.
Im Jahre 1969 wurden die Abschnitte zwischen Avallon und Pouilly-en-Auxois, zwischen Villefranche-sur-Saône und Mâcon-Nord sowie zwischen Anse und Limonest eröffnet. Mit der Verkehrsübergabe des letzten Abschnittes zwischen Pouilly-en-Auxois und Mâcon-Nord (1970) und der Eröffnung des Tunnels Fourvière wurde der Bau der A 6 beendet.
Im Jahre 1972 wurde ein Autobahnzubringer zwischen Cachan und Paris-Porte d’Italie als Autoroute A 6b eröffnet. 1975 wurde die SAPL in die SAPRR (Abk. für Société des Autoroutes Paris-Rhin-Rhône; dt. Gesellschaft der Autobahnen Paris-Rhin-Rhône) umbenannt. In den darauffolgenden Jahren wurden Investitionen getätigt, um die Verkehrssicherheit zu verbessern. 1982 erfolgte der Ausbau des Abschnittes bei Beaune auf 2 × 3 Fahrstreifen. 1997 begannen Maßnahmen zur Verbesserung der Sicherheit im Tunnel Fourvière. 2006 wurde die Geschwindigkeitsbegrenzung im Tunnel Fourvière von 90 km/h auf 70 km/h gesenkt. Im Jahr 2007 wurde die automatisierte Mautabgabe eingeführt.

## Planungen
Zu den Planungen gehört die Erweiterung des Teilstückes nach der A 77 in Richtung Lyon auf 2 × 3 Fahrstreifen. Nördlich von Lyon entstand die A 466 als Verbindung zwischen der A 6 und der A 46. Diese vier Kilometer lange Strecke kostete 76 Mio. Euro. Die Eröffnung erfolgte im Juli 2015.

## Autoroute A 6a

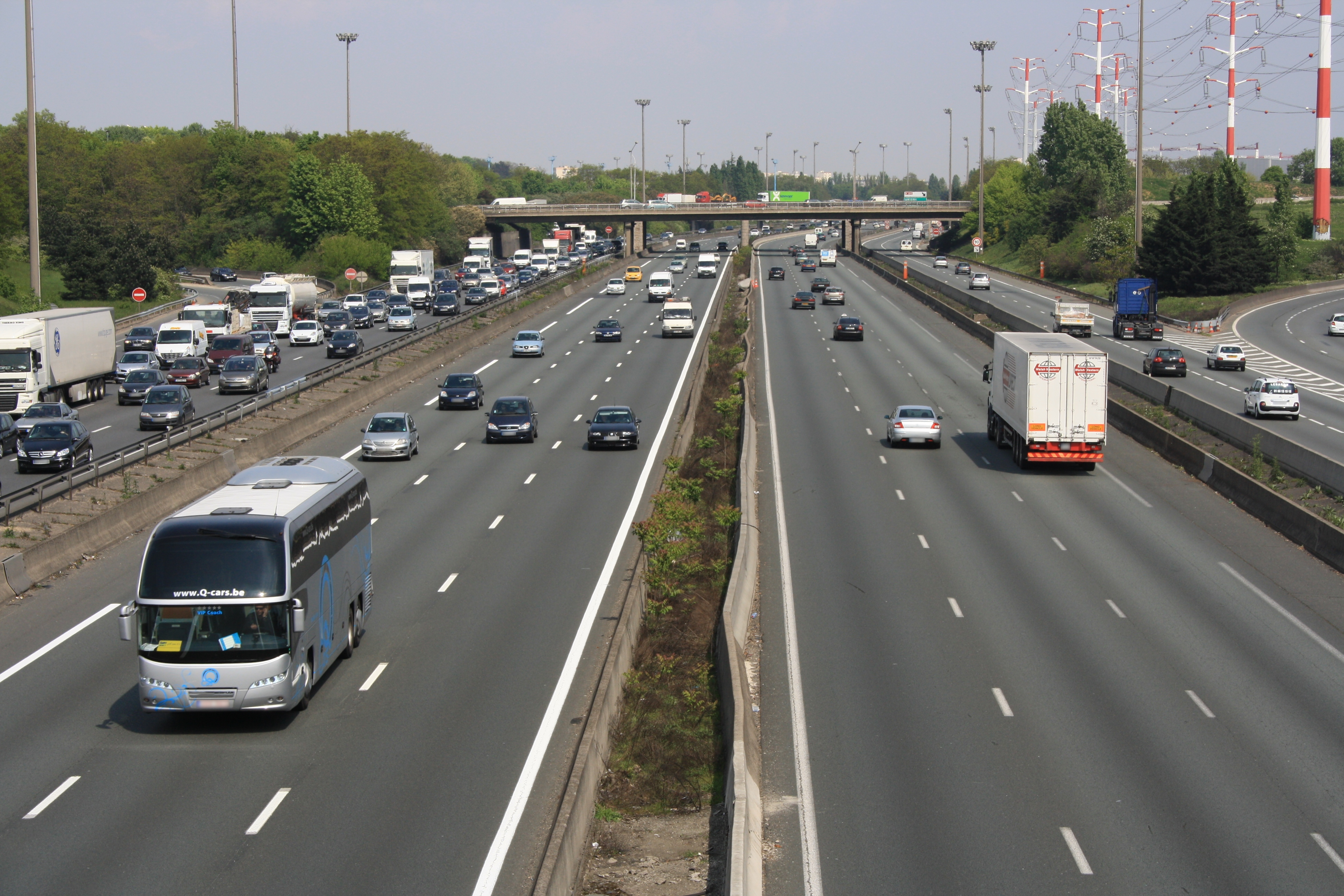
A 6a (in der Mitte) und A 6b (an den Seiten) bei Fresnes mit Blick in Richtung Paris

Die Autoroute A 6a führt vom Autobahndreieck Porte d’Orléans am Boulevard périphérique aus Richtung Süden. Ihre Länge beträgt zehn Kilometer. Sie erreicht schnell die Autobahn A 6b, die vom Porte d’Italie aus verläuft. Die beiden Autobahnen führen dann auf den weiteren Kilometern parallel zueinander, sind aber durch einen Mittelstreifen und Leitplanken getrennt. Die A 6a endet an einem Autobahnkreuz mit der A 6b, der A 10 und der A 6.

## Autoroute A 6b

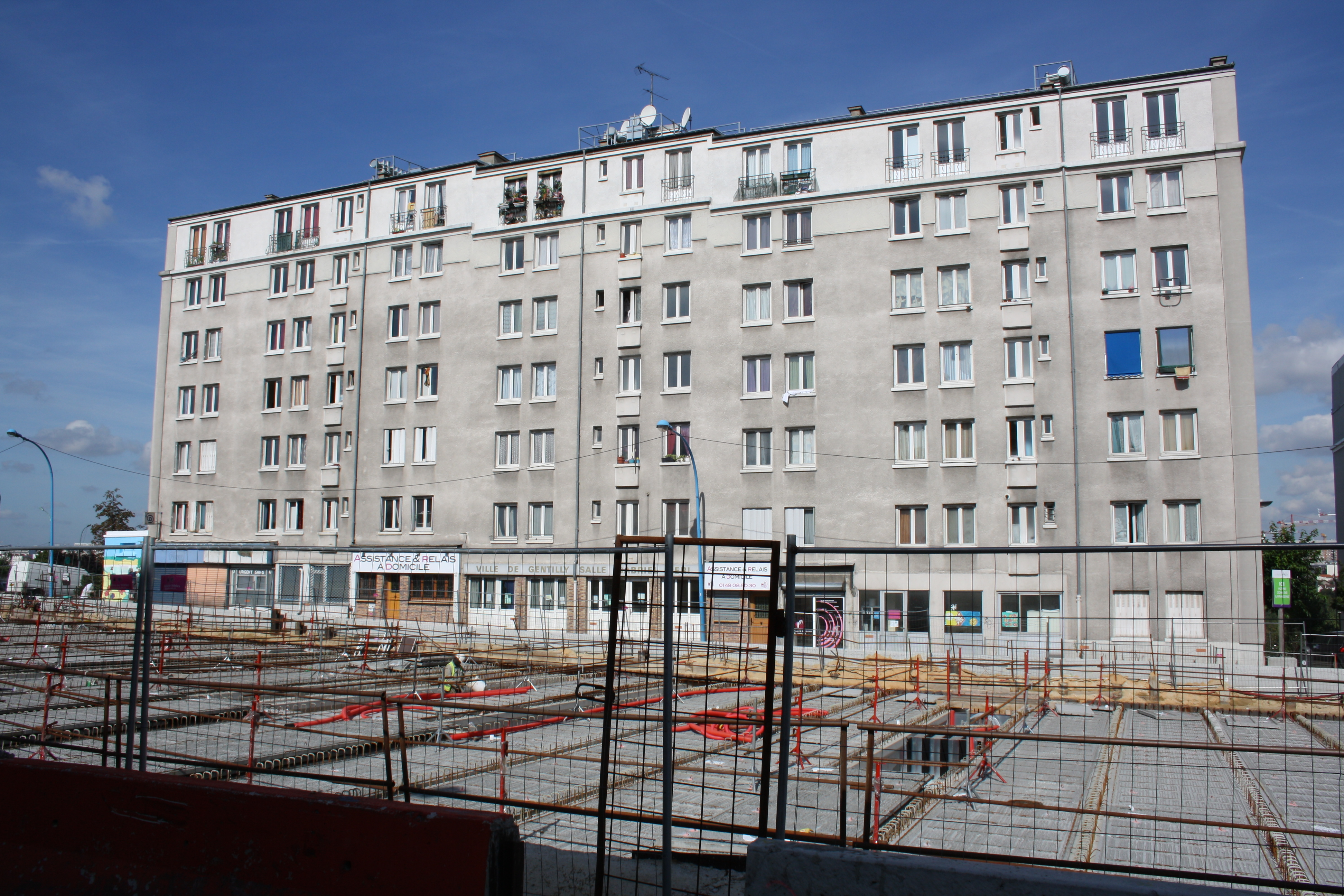
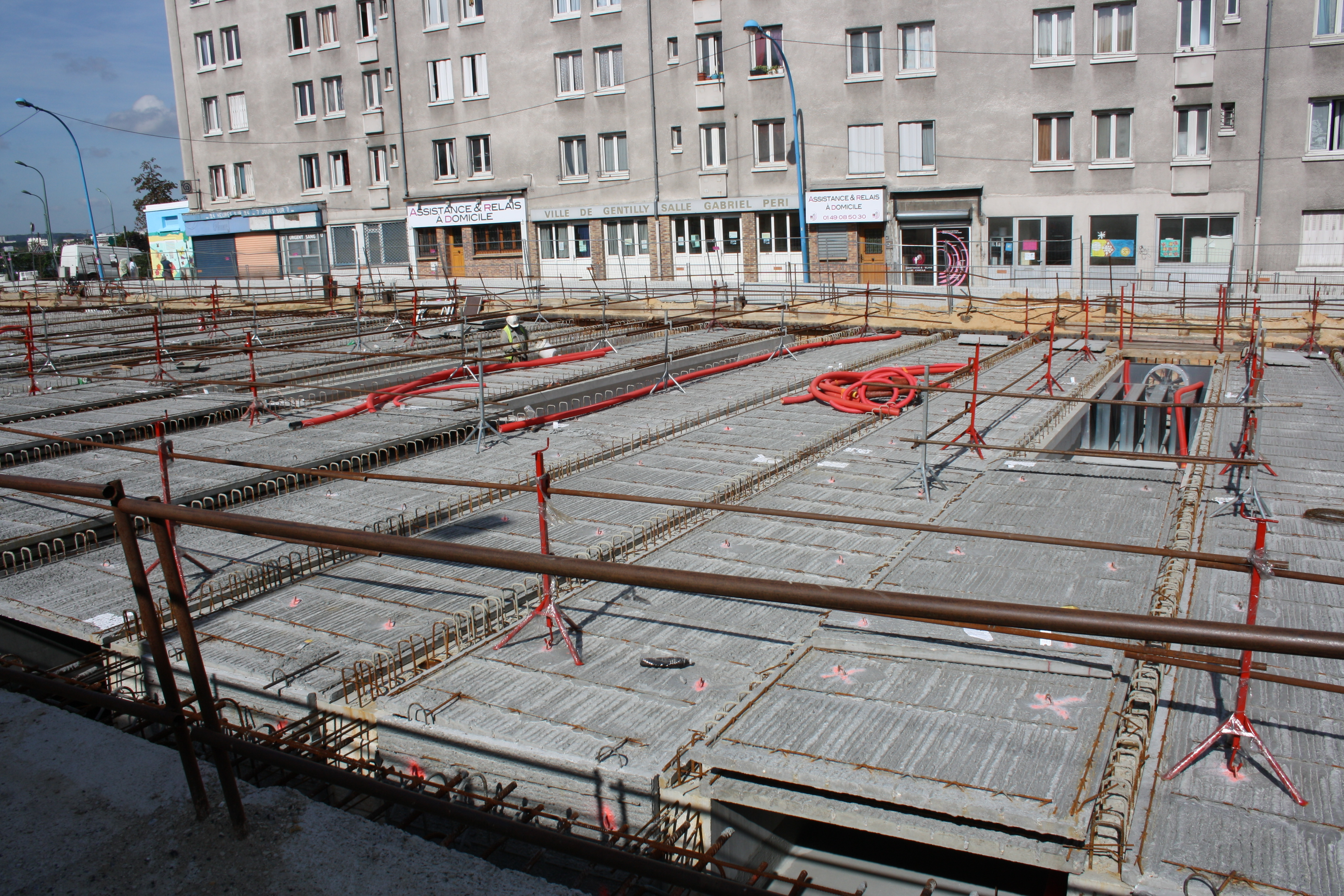
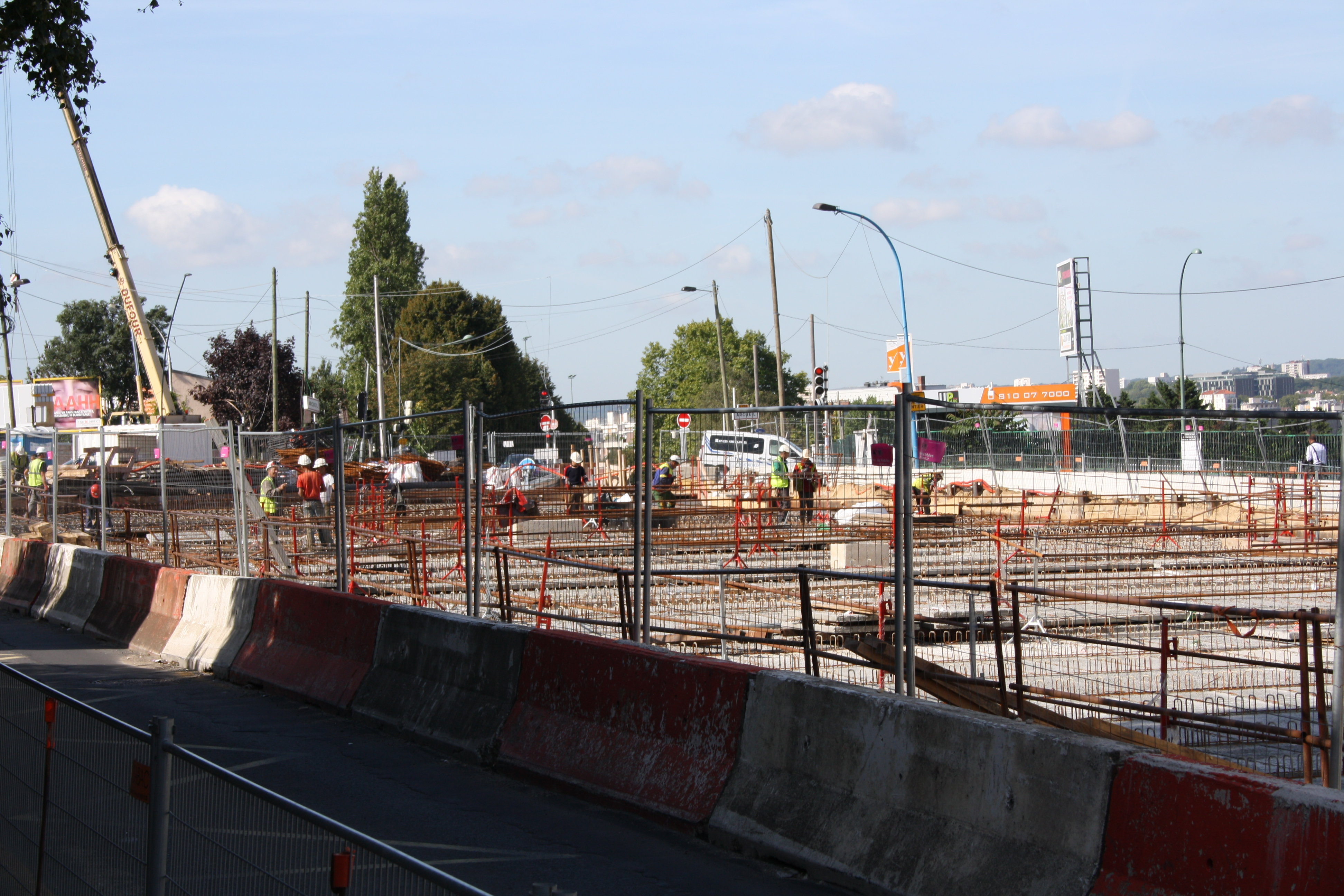
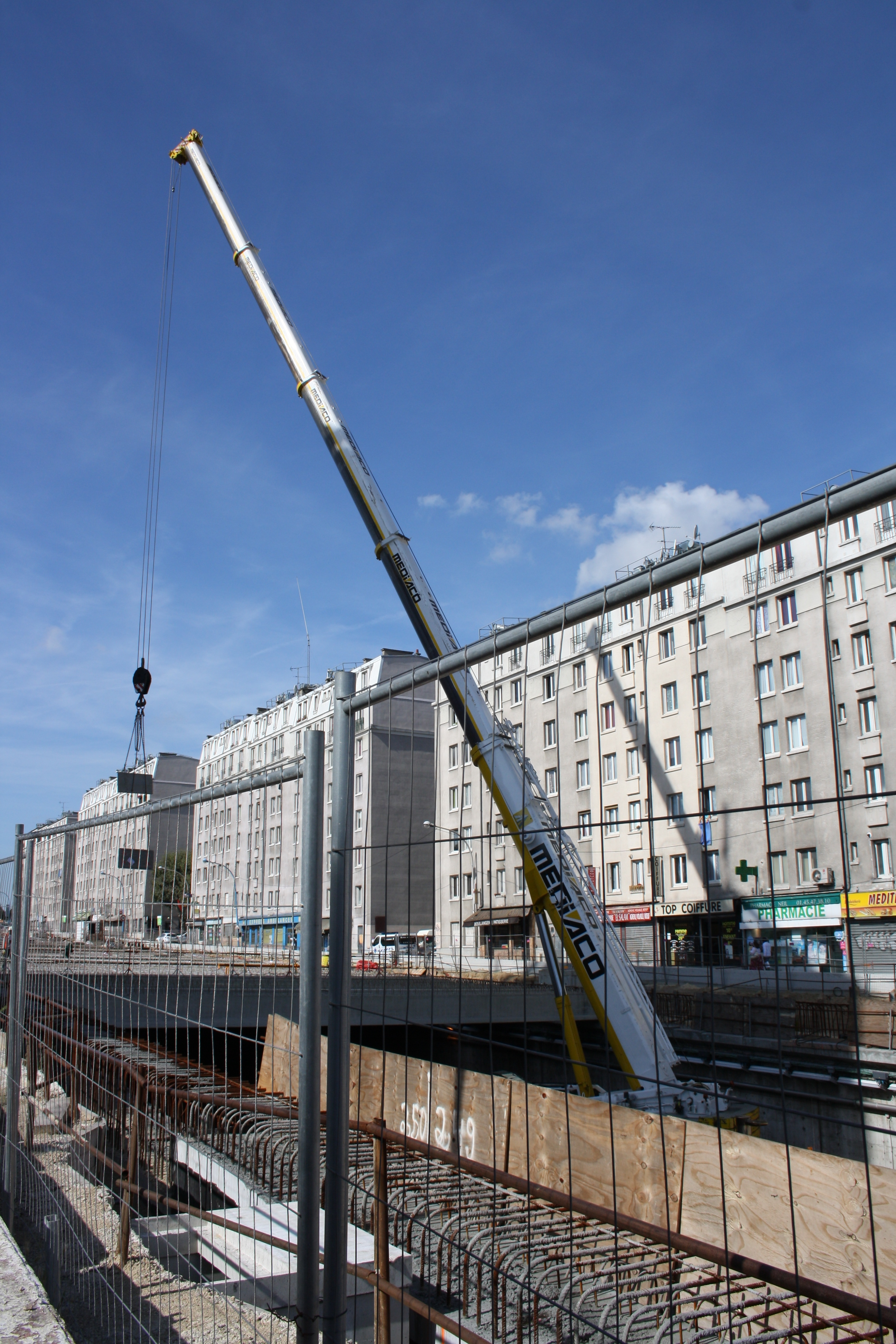
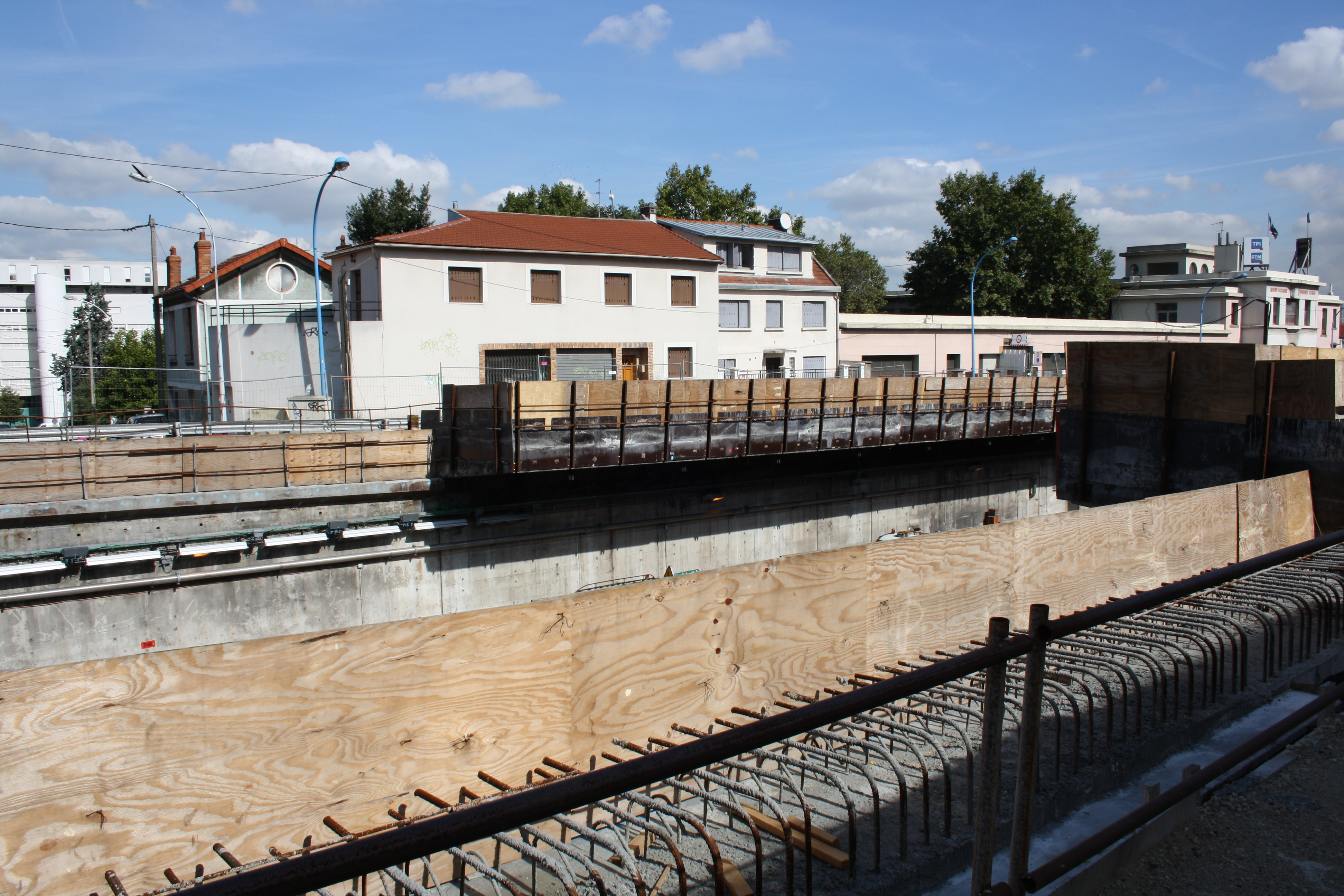

Die Autoroute A 6b führt vom Autobahndreieck Porte d’Italie am Boulevard périphérique aus Richtung Süden. Ihre eigene Länge beträgt zwei Kilometer. Sie erreicht schnell die Autobahn A 6a, die vom Porte d’Orléans aus verläuft. Die beiden Autobahnen führen dann auf den weiteren Kilometern parallel zueinander, sind aber durch einen Mittelstreifen und Leitplanken getrennt. Dieser gemeinsame Verlauf beträgt etwa sieben Kilometer. Die A 6b endet an einem Autobahnkreuz mit der A 6a, der A 10 und der A 6.
Der Autobahnzubringer wurde in den späten 1960er Jahren erbaut, um Paris mit dem Vorort Rungis besser zu verbinden. Bereits nach einigen Jahren in den 1970er Jahren wurde er von ca. 100.000 Fahrzeugen täglich genutzt. Die Folge war, dass die Strecke auf vier Abschnitten auf insgesamt 825 Metern mit Lärmschutzwänden ausgestattet wurde. 2001 wurden diese alten Lärmschutzwände entfernt. Bis 2012 wurde die gesamte Strecke mit neuen Lärmschutzwänden im Wert von 120 Millionen Euro ausgestattet.